# Ústav ochrany proti zbraním hromadného ničení Univerzity obrany
Ústav ochrany proti zbraním hromadného ničení Univerzity obrany (ÚOPZHN UO) je vysokoškolský ústav Univerzity obrany (sídlící v Brně) se sídlem ve Vyškově. Ústav vznikl při zřízení školy v roce 2004, kdy navázal na Organizační jádro Ústavu NBC, které bylo na Vysoké vojenské školy pozemního vojska ve Vyškově zřízeno 1. září 2003 coby nástupce tamní katedry chemického vojska a speciální chemie. Pedagogická působnost ústavu je prioritně zaměřena na pokrytí personálních potřeb chemického vojska Armády České republiky, v širším kontextu potom na potřeby státní správy v oblasti ochrany proti zbraním hromadného ničení.

## Poslání ÚOPZHN
- aplikovaný výzkum v oblasti ochrany proti soudobým a perspektivním zbraním hromadného ničení, dalším vojensky významným toxickým sloučeninám a průmyslovým nebezpečným látkám
- tvorba vědeckých poznatků analytického a prognostického charakteru potřebných pro rozhodování při řízení ochrany AČR proti jaderným a chemickým zbraním, dlouhodobá i operativní analytická činnost v této oblasti
- rozvoj národních specifických schopností v oblasti ochrany proti zbraním hromadného ničení (OPZHN) a odpovídajících vědních oborů, koordinace výzkumných aktivit na národní i mezinárodní úrovni
- vzdělávání personálu pro chemické vojsko a specialistů státní správy, zejména Hasičského záchranného sboru ČR, v problematice OPZHN, v uceleném systému akreditovaného vysokoškolského studia a neakreditovaná odborná příprava domácích i zahraničních specialistů na problematiku OPZHN
- normotvorná, konzultační, poradenská a expertizní činnost